# Żaby (Mazovie)
Pour les articles homonymes, voir Żaby.
Żaby (prononciation : [ˈʐabɨ]) est un village polonais de la gmina de Baranów dans le powiat de Grodzisk Mazowiecki de la voïvodie de Mazovie dans le centre-est de la Pologne.
Il se situe à environ 8 kilomètres au nord de Baranów (siège de la gmina), 12 kilomètres au nord-ouest de Grodzisk Mazowiecki (siège du powiat) et à 35 kilomètres à l'ouest de Varsovie (capitale de la Pologne).

## Histoire
De 1975 à 1998, le village appartenait administrativement à la voïvodie de Skierniewice.